# Аламудун
Аламудун, также Аламедин (кирг. Аламүдүн) — село в Аламудунском районе Чуйской области Кыргызстана, на реке Аламедин, северо-восточный пригород Бишкека. Административный центр Аламудунского аильного округа. Код СОАТЕ — 41708 203 807 01 0.

## История
6 октября 1958 года село Ворошиловское переименовано в Аламедин.

## Население
По данным переписи 2009 года, в селе проживало 11 773 человека.

## Известные жители и уроженцы
- Чернецова, Акулина Фоминична (1902—19??) — Герой Социалистического Труда.
- Щербакова, Анастасия Константиновна (1914—19??) — Герой Социалистического Труда.